# Luis Manuel Alí Herrera
Luis Manuel Alí Herrera (Barranquilla, Colombia, 2 de mayo de 1967) es un religioso católico, teólogo, psicólogo y profesor colombiano. Ordenado sacerdote en el año 1992 para la Arquidiócesis de Bogotá, en la cual ha ejercido todo su sacerdocio. Actualmente el 7 de noviembre de 2015 fue nombrado por el papa Francisco como Obispo   Auxiliar para la Arquidiócesis de Bogotá.

## Inicios y formación
Nacido en la ciudad de Barranquilla, el 8 de mayo de 1967.
Realizó sus estudios eclesiásticos, filosóficos y teológicos en el Seminario Mayor de Bogotá.
Ya el día 28 de noviembre de 1992 fue ordenado sacerdote para la Arquidiócesis de Bogotá, por el entonces arzobispo metropolitano "monseñor" Mario Revollo Bravo.
En el 2003 obtuvo una licenciatura en Teología por la Pontificia Universidad Javeriana de Bogotá y en el 2006 marchó hacia Italia, donde se licenció en Psicología por la Pontificia Universidad Gregoriana de Roma.

## Sacerdocio
Durante todos estos años atrás, en la Arquidiócesis de Bogotá ha ocupado numerosos cargos episcopales como vicario parroquial en la entonces Parroquia Santiago Apóstol de Fontibón (1992); Secretario notario de la Vicaría Episcopal de la "Inmaculada Concepción" (1993); Párroco en la Iglesia San Clemente Mártir (1994); Capellán de la Universidad Nacional de Colombia (1995 y 1999); Párroco en los Santos Ángeles Custodios (1999); Formador y profesor del Seminario Mayor de Bogotá (2002-2003 y 2007-2013); Párroco de Nuestra Señora del Líbano (2011); Miembro del Equipo para la Formación Permanente del Clero (2012); y hasta día de hoy es Director del Área de Orientación Psicológica del Seminario Mayor (2008-); Párroco en San José de Calasanz (2013-) y Miembro de la Pontificia Comisión para la Protección de los Menores (2014-).

## Obispo
Al mismo tiempo que ejerce sus cargos episcopales, el 7 de noviembre de 2015, el papa Francisco lo nombró como nuevo Obispo titular de la Sede de Iubaltiana, en sucesión de monseñor Karl-Josef Rauber y también es el nuevo Obispo auxiliar de Bogotá.
Recibió la consagración episcopal el día 12 de diciembre del mismo año, junto al también recién nombrado nuevo auxiliar monseñor Pedro Manuel Salamanca Mantilla, durante una eucaristía presidida por el cardenal-arzobispo metropolitano y principal consagrante monseñor Rubén Salazar Gómez y por sus co-consagrantes, el nuncio apostólico en el país monseñor Ettore Balestrero y el arzobispo metropolitano de Villavicencio monseñor Óscar Urbina.